# 교동 뇌씨
교동 뇌씨(喬桐雷氏)는 인천광역시 강화군 교동면을 본관으로 하는 한국의 성씨이다.
뇌씨는 청나라 덕종 때 형부시랑(刑部侍郞)을 지낸 뇌이성(雷以誠) 후손으로 알려져 있으며, 한국에 정착해 교동 뇌씨의 시조가 된 인물은 알려져 있지 않으나 조선에서 한 인물이 벼슬을 지내다가 교동으로 유배되어 그곳에 세거했다고 한다.

## 참고 자료
- “교동뇌씨(喬桐雷氏)”. 뿌리를 찾아서.[깨진 링크(과거 내용 찾기)]